# Elecciones estatales de Mecklemburgo-Pomerania Occidental de 2021
Las elecciones estatales de Mecklemburgo-Pomerania Occidental de 2021 se llevaron a cabo el 26 de septiembre de 2021 para elegir a los miembros de la octava legislatura del Parlamento Regional de Mecklemburgo-Pomerania Occidental.

## Antecedentes
Desde 2006, el estado había estado gobernado por el Partido Socialdemócrata (SPD) en coalición con diferentes socios. La ministra presidenta Manuela Schwesig (SPD) lideraba el gobierno estatal desde 2017, tras suceder a Erwin Sellering.
Las elecciones anteriores, en 2016, habían resultado en una victoria del SPD con el 30,6% de los votos, seguido por la ultraderechista Alternativa para Alemania (AfD) con 20,8%, superando incluso a la Unión Demócrata Cristiana (CDU). La coalición de gobierno se conformó entre el SPD y la CDU.
El Partido Socialdemócrata venía reforzado, dado que las encuestas le pronosticaban una victoria holgada. Además, la candidata a la reelección, Manuela Schwesig, contaba con altos índices de aprobación en el estado.
Por su parte, la AfD enfrentó una crisis interna entre la facción más moderada del partido y la más radical. Finalmente, el candidato de la facción radical se impuso, lo que provocó la salida de cuatro diputados moderados electos por la AfD en las elecciones anteriores, quienes pasaron a formar parte de la CDU.
Dentro de la CDU también se vivió una fuerte crisis debido a la falta de liderazgo en el partido, ya que, tanto a nivel nacional como estatal, las encuestas no les auguraban un resultado favorable. Finalmente, se eligió a Michael Sack, un candidato poco conocido y además muy impopular dentro de las bases conservadoras de la formación.
La Izquierda enfrentaba una pérdida de votantes a favor del SPD, además de que, a nivel federal, se encontraba en una posición muy desfavorable según las encuestas.
En cuanto a las otras dos formaciones con posibilidad de entrar en el parlamento, Alianza 90/Los Verdes y el Partido Democrático Libre, se enfrentaban al desafío de alcanzar el 5% de los votos de lista para poder optar a los escaños proporcionales. En el caso de Los Verdes, se optó por dejar a un lado las cuestiones de cambio climático y bienestar animal, que eran su principal baza en el oeste de Alemania, ya que, en Mecklemburgo-Pomerania Occidental, debido a su fuerte sector agrario, estas temáticas eran poco populares. En su lugar, centraron su campaña en asuntos relacionados con las desigualdades y la pobreza.
Por su parte, los liberales dependían del descontento de los votantes de la CDU y la AfD, por lo que se centraron en captar a los descontentos con más de quince años de gobiernos socialdemócratas apoyados por democristianos o postsocialistas.
El 12 de enero de 2021, el gobierno estatal fijó el 26 de septiembre como fecha de la elección. En paralelo a estos comicios, se celebraron las elecciones federales alemanas y las elecciones estatales de Berlín.

## Sistema electoral
El Parlamento Regional de Mecklemburgo-Pomerania Occidental se elige mediante representación proporcional mixta. Se eligen 36 miembros en circunscripciones uninominales mediante escrutinio mayoritario uninominal. A continuación, se asignan 35 miembros utilizando la representación proporcional compensatoria. Los votantes tienen dos votos: el "primer voto" para los candidatos en circunscripciones uninominales y el "segundo voto" para las listas de partidos, que se utilizan para llenar los escaños proporcionales. Un umbral electoral del 5% de los votos válidos se aplica a los partidos; los partidos que caen por debajo de este umbral están excluidos del Parlamento.

## Partidos participantes
Los siguientes partidos políticos participaron en la elección:

### Formaciones con representación parlamentaria
| Partido(s) | Partido(s) | Partido(s)                            | Ideología              | Posición        | Cabeza/s de Lista | Escaños en el Parlamento |
| ---------- | ---------- | ------------------------------------- | ---------------------- | --------------- | ----------------- | ------------------------ |
|            | SPD        | Partido Socialdemócrata de Alemania   | Socialdemocracia       | Centroizquierda | Manuela Schwesig  | 26/71                    |
|            | AfD        | Alternativa para Alemania             | Populismo de derecha   | Extrema derecha | Nikolaus Kramer   | 18/71                    |
|            | CDU        | Unión Demócrata Cristiana de Alemania | Democracia cristiana   | Centroderecha   | Michael Sack      | 16/71                    |
|            | Linke      | La Izquierda                          | Socialismo democrático | Izquierda       | Simone Oldenburg  | 11/71                    |

### Formaciones sin representación parlamentaria
| Candidatura | Candidatura | Ideología                | Posición          |
| ----------- | --- | ------------------------ | ----------------- |
|             | Alianza 90/Los Verdes (Grüne) | Política verde           | Centroizquierda   |
|             | Partido Democrático Libre (FDP) | Liberalismo clásico      | Centroderecha     |
|             | Votantes Libres (FW) | Localismo                | Centroderecha     |
|             | Partido Ser Humano, Medio Ambiente y Protección de los Animales (Tierschutzpartei)                                                           | Derechos de los animales | Centroizquierda   |
|             | Partido Democrático de Base de Alemania (dieBasis)                                                                                           | Democracia de base       | Atrapalotodo      |
|             | Partido por el Trabajo, Estado de Derecho, Protección de los Animales, Fomento de las Elites e Iniciativas Democráticas de Base (Die PARTEI) | Sátira política          | Centro radical    |
|             | Partido Comunista Alemán (KPD) | Marxismo-Leninismo       | Extrema izquierda |
|             | Partido de los Humanistas (Die Humanisten)                                                                                                   | Socioliberalismo         | Centroizquierda   |
|             | Partido Ecológico-Democrático (ÖDP) | Conservadurismo verde    | Centroderecha     |
|             | Partido Nacionaldemocrata de Alemania (NPD)                                                                                                  | Neonazismo               | Extrema derecha   |
|             | Horizonte Libre (FREiER HORIZONT) | Transversalidad          | Centro            |
|             | Partido Pirata de Alemania (Piraten) | Movimiento pirata        | Centro            |
|             | Reformadores Liberal-Conservadores (LKR) | Euroescepticismo suave   | Centroderecha     |
|             | Alianza C - Cristianos para Alemania (Bündnis C)                                                                                             | Conservadurismo          | Centroderecha     |
|             | Aktion Partei für Tierschutz – Tierschutz hier! (TIERSCHUTZ hier!)                                                                           | Derechos de los animales | Centroizquierda   |
|             | Democracia en Movimiento (DiB) | Liberalismo de izquierda | Izquierda         |
|             | Alianza Parlamentarista Libre (FPA) | Liberalismo              | Atrapalotodo      |
|             | Partido para la Investigación en Salud (Gesundheitsforschung)                                                                                | Política científica      | Atrapalotodo      |
|             | Equipo Todenhöfer – El Partido de la Justicia (Team Todenhöfer)                                                                              | Antimilitarismo          | Derecha           |
|             | Unabhängige ... für bürgernahe Demokratie (UNABHÄNGIGE)                                                                                      | Democracia directa       | Atrapalotodo      |

## Campaña
La campaña electoral estuvo marcada por diferentes temas en la agenda:

#### Crisis derivada de la COVID-19
El tema más debatido en la campaña política, tanto por la oposición como por el gobierno, fue la gestión de la COVID-19 por parte del gobierno estatal. A ojos de la población, la gestión de la ministra presidenta, Manuela Schwesig (SPD), y del ministro de Economía, Trabajo y Salud, Harry Glawe (CDU), fue positiva.
En general, todas las formaciones políticas estuvieron de acuerdo tanto con el confinamiento decretado como con las políticas sociales desplegadas por el gobierno tras la crisis. Sin embargo, la facción más radical de la AfD criticó el "recorte" de derechos ciudadanos debido al confinamiento y a las medidas restrictivas.
Además, surgió una formación política antivacunación, el Partido Democrático de Base de Alemania.

#### Crisis de liderazgo de la CDU
La crisis interna de la CDU en el estado comenzó con el fin de la era Merkel, ya que ella se retiraba de la Cancillería. Además, su sucesor, Armin Laschet, era percibido como un líder débil y manipulable. Merkel también era diputada del Bundestag por una circunscripción uninominal de Mecklemburgo-Pomerania Occidental, lo que le daba notoriedad a la formación en el Estado.
La crisis se vio agravada debido a que la formación no contaba con candidatos conocidos ni populares en el estado, ya que varios de los barones del partido se retiraron junto con Merkel de la vida política. Esto provocó una sangría de votantes hacia el SPD y la AfD debido a estas crisis dentro de la formación demócrata cristiana.

#### Radicalización de la AfD
Luego de que la facción más radical de la AfD, apoyada por el líder del partido en Turingia, Björn Höcke, lograra la victoria frente a la facción más moderada y provocara la salida de diputados del grupo de la AfD en el parlamento, el partido comenzó un proceso de radicalización, tanto en temas migratorios como en relación con las medidas contra la COVID-19. La AfD se oponía rotundamente al confinamiento y a la vacunación obligatoria para ingresar a diferentes establecimientos, argumentando que estas medidas representaban un recorte de derechos para los ciudadanos.
En materia migratoria, el partido también experimentó un giro hacia la radicalización, adoptando la tesis de Björn Höcke sobre la "Remigración" y promoviendo posturas revisionistas, incluida la negación del Holocausto.
Además, la AfD se vio envuelta en polémica debido a investigaciones sobre los vínculos de algunos de sus miembros con grupos de extrema derecha y por sospechas de espionaje por parte de la Oficina Federal para la Protección de la Constitución.

### Debates
| Fecha            | Organizador | P Presente S Sustituto I Invitado NP No Presente NI No invitado | P Presente S Sustituto I Invitado NP No Presente NI No invitado | P Presente S Sustituto I Invitado NP No Presente NI No invitado | P Presente S Sustituto I Invitado NP No Presente NI No invitado | P Presente S Sustituto I Invitado NP No Presente NI No invitado | P Presente S Sustituto I Invitado NP No Presente NI No invitado | Víd. | Ref.   |
| Fecha            | Organizador | SPD                                                             | AfD                                                             | CDU                                                             | Linke                                                           | Grüne                                                           | FDP                                                             | Víd. | Ref.   |
| ---------------- | ----------- | --------------------------------------------------------------- | --------------------------------------------------------------- | --------------------------------------------------------------- | --------------------------------------------------------------- | --------------------------------------------------------------- | --------------------------------------------------------------- | ---- | ------ |
| Fecha            | Organizador |                                                                 |                                                                 |                                                                 |                                                                 |                                                                 |                                                                 | Víd. | Ref.   |
| 15 de septiembre | NDR         | P Schwesig                                                      | NI                                                              | P Sack                                                          | NI                                                              | NI                                                              | NI                                                              |      | [ 23 ] |
| 14 de septiembre | NDR         | P Schwesig                                                      | P Kramer                                                        | P Sack                                                          | P Oldenburg                                                     | P Shepley                                                       | P Domke                                                         |      | [ 24 ] |

## Encuestas
| Encuestadora              | Fecha                 | Muestra | SPD                       | AfD         | CDU  | Linke | Grüne | FDP  | Otros | Diferencia |     |     |     |     |      |
| ------------------------- | --------------------- | ------- | ------------------------- | ----------- | ---- | ----- | ----- | ---- | ----- | ---------- | --- | --- | --- | --- | ---- |
| Encuestadora              | Fecha                 | Muestra | Elecciones estatales 2021 | 26 Sep 2021 | –    | 39.6  | 16.7  | 13.3 | Otros | Diferencia | 9.9 | 6.3 | 5.8 | 8.4 | 22.9 |
| INSA                      | 20–24 Sep 2021        | 1,058   | 40                        | 17          | 13   | 11    | 7     | 5    | 7     | 23         |     |     |     |     |      |
| Wahlkreisprognose         | 18–23 Sep 2021        | 1,004   | 40                        | 16          | 13.5 | 10    | 6     | 5    | 9.5   | 24         |     |     |     |     |      |
| Forschungsgruppe Wahlen   | 20–22 Sep 2021        | 1,015   | 39                        | 16          | 14   | 11    | 7     | 5.5  | 7.5   | 23         |     |     |     |     |      |
| Forschungsgruppe Wahlen   | 13–16 Sep 2021        | 1,028   | 38                        | 17          | 15   | 11    | 6     | 6    | 7     | 21         |     |     |     |     |      |
| INSA                      | 10–16 Sep 2021        | 1,064   | 40                        | 18          | 12   | 11    | 7     | 6    | 6     | 22         |     |     |     |     |      |
| Infratest dimap           | 13–15 Sep 2021        | 1,533   | 40                        | 15          | 15   | 10    | 6     | 5    | 9     | 25         |     |     |     |     |      |
| Wahlkreisprognose         | 4–9 Sep 2021          | 994     | 39                        | 18          | 13   | 11    | 5.5   | 6    | 7.5   | 21         |     |     |     |     |      |
| Infratest dimap           | 2–7 Sep 2021          | 1,153   | 39                        | 17          | 14   | 10    | 6     | 7    | 7     | 22         |     |     |     |     |      |
| Infratest dimap           | 19–24 Ago 2021        | 1,153   | 36                        | 17          | 15   | 11    | 6     | 8    | 7     | 19         |     |     |     |     |      |
| INSA                      | 6–12 Ago 2021         | 1,000   | 28                        | 17          | 18   | 14    | 8     | 7    | 8     | 10         |     |     |     |     |      |
| INSA                      | 16–22 Jul 2021        | 1,098   | 26                        | 19          | 20   | 13    | 9     | 7    | 6     | 6          |     |     |     |     |      |
| Wahlkreisprognose         | 14–21 Jul 2021        | 2,000   | 30                        | 20          | 24   | 9     | 5     | 5    | 7     | 10         |     |     |     |     |      |
| Infratest dimap           | 8–13 Jul 2021         | 1,159   | 27                        | 16          | 23   | 12    | 7     | 7    | 8     | 4          |     |     |     |     |      |
| INSA                      | 21–30 Jun 2021        | 1,002   | 26                        | 19          | 20   | 13    | 8     | 6    | 8     | 6          |     |     |     |     |      |
| Infratest dimap           | 12–18 de mayo de 2021 | 1,245   | 23                        | 17          | 21   | 11    | 14    | 6    | 8     | 2          |     |     |     |     |      |
| Forsa                     | 12–15 Ene 2021        | 1,002   | 26                        | 14          | 24   | 16    | 10    | 3    | 7     | 2          |     |     |     |     |      |
| Infratest dimap           | 18–21 Nov 2020        | 1,000   | 27                        | 15          | 27   | 12    | 10    | 3    | 6     | -          |     |     |     |     |      |
| Infratest dimap           | 3–6 Jun 2020          | 1,004   | 24                        | 15          | 29   | 13    | 10    | 4    | 5     | 5          |     |     |     |     |      |
| Forsa                     | 2–10 Ene 2020         | 1,002   | 19                        | 19          | 20   | 14    | 13    | 5    | 10    | 1          |     |     |     |     |      |
| Forsa                     | 18–23 Sep 2019        | 1,002   | 22                        | 20          | 21   | 12    | 12    | 5    | 8     | 1          |     |     |     |     |      |
| Forsa                     | 4–11 Ene 2019         | 1,007   | 22                        | 18          | 22   | 16    | 10    | 4    | 8     | -          |     |     |     |     |      |
| Forsa                     | 24 May–28 Jun 2018    | 1,002   | 25                        | 22          | 18   | 16    | 8     | 4    | 7     | 3          |     |     |     |     |      |
| Forsa                     | 2–11 Ene 2018         | 1,001   | 28                        | 19          | 20   | 15    | 5     | 5    | 8     | 8          |     |     |     |     |      |
| INSA                      | 30 Jun–14 Jul 2017    | 1,608   | 31.5                      | 20.5        | 22.0 | 13.5  | 4.5   | 3.5  | 4.5   | 9.5        |     |     |     |     |      |
| Forsa                     | 9–16 Ene 2017         | 1,002   | 32                        | 18          | 21   | 13    | 4     | 4    | 8     | 11         |     |     |     |     |      |
| Elecciones estatales 2016 | 4 Sep 2016            | –       | 30.6                      | 20.8        | 18.0 | 13.2  | 4.8   | 3.0  | 5.6   | 9.8        |     |     |     |     |      |

## Resultados
Los resultados finales fueron:

### Estatales
|  | 34.41 % |

|  | 39.59 % |

|  | 18.01 % |

|  | 16.72 % |

|  | 17.29 % |

|  | 13.30 % |

|  | 11.67 % |

|  | 9.94 % |

|  | 6.54 % |

|  | 6.30 % |

|  | 6.26 % |

|  | 5.80 % |

|  | 1.79 % |

|  | 1.67 % |

|  | 0.76 % |

|  | 1.66 % |

|  | 2.01 % |

|  | 1.10 % |

|  | 0.77 % |

|  | 0.20 % |

|  | 0.77 % |

|  | 0.42 % |

|  | 0.19 % |

|  | 0.41 % |

|  | 0.27 % |

|  | 0.37 % |

|  | 0.06 % |

|  | 0.26 % |

|  | 0.22 % |

|  | 0.18 % |

|  | 0.12 % |

|  | 0.10 % |

|  | 0.02 % |

|  | 0.09 % |

|  | 0.08 % |

|  | 0.06 % |

|  | 0.08 % |

|  | 0.05 % |

|  | 0.02 % |

|  | 0.42 % |

|  | 97.99 % |

|  | 98.39 % |

|  | 2.01 % |

|  | 1.61 % |

|  | 100.00 % |

|  | 100.00 % |

|  | 70.77 % |

|  | 70.77 % |

### Circunscripciones uninominales
| Circunscripción uninominal | Circunscripción uninominal                                | Mandato directo | Mandato directo | Mandato directo | Mandato directo | Mandato directo | Mandato directo | Mandato directo | Mandato directo            |      | Lista de partido | Lista de partido | Lista de partido | Lista de partido | Lista de partido | Lista de partido | Lista de partido |
| Circunscripción uninominal | Circunscripción uninominal                                | SPD             | AfD             | CDU             | Linke           | Grüne           | FDP             | Otros           | Diputado electo            | SPD  | AfD              | CDU              | Linke            | Grüne            | FDP              | Otros            |                  |
| -------------------------- | --------------------------------------------------------- | --------------- | --------------- | --------------- | --------------- | --------------- | --------------- | --------------- | -------------------------- | ---- | ---------------- | ---------------- | ---------------- | ---------------- | ---------------- | ---------------- | ---------------- |
| Circunscripción uninominal | Circunscripción uninominal                                |                 |                 |                 |                 |                 |                 |                 | Diputado electo            |      |                  |                  |                  |                  |                  |                  |                  |
| 1                          | Greifswald                                                | 29.9            | 13.1            | 15.7            | 10.1            | 14.6            | 7.0             | 9.6             | Christian Pegel            | 33.5 | 12.4             | 12.5             | 9.9              | 14.4             | 6.9              | 10.4             |                  |
| 2                          | Neubrandenburg I                                          | 34.6            | 17.8            | 15.5            | 18.4            | 5.2             | 5.9             | 2.6             | Bernd Lange                | 42.3 | 16.4             | 11.5             | 12.8             | 4.1              | 5.1              | 7.8              |                  |
| 3                          | Neubrandenburg II                                         | 34.0            | 17.7            | 17.2            | 16.2            | 5.6             | 6.5             | 2.8             | Robert Northoff            | 40.5 | 16.2             | 11.9             | 11.7             | 5.6              | 5.6              | 8.5              |                  |
| 4                          | Hansestadt Rostock I                                      | 37.4            | 15.8            | 11.7            | 14.9            | 9.3             | 5.5             | 5.4             | Ralf Mucha                 | 43.1 | 14.1             | 9.5              | 12.5             | 6.9              | 5.3              | 8.6              |                  |
| 5                          | Hansestadt Rostock II                                     | 39.4            | 13.1            | 9.1             | 16.7            | 8.5             | 5.5             | 7.7             | Rainer Albrecht            | 44.6 | 11.8             | 7.8              | 14.2             | 7.2              | 5.0              | 9.4              |                  |
| 6                          | Hansestadt Rostock III                                    | 30.6            | 8.1             | 10.4            | 20.5            | 16.7            | 5.8             | 7.9             | Julian Barlen              | 35.3 | 7.4              | 8.8              | 14.7             | 18.0             | 6.5              | 9.3              |                  |
| 7                          | Hansestadt Rostock IV                                     | 30.1            | 11.3            | 14.1            | 13.9            | 15.3            | 7.4             | 7.9             | Jochen Schulte             | 36.5 | 10.8             | 9.8              | 12.6             | 12.9             | 7.5              | 9.9              |                  |
| 8                          | Schwerin I                                                | 46.4            | 11.2            | 11.8            | 9.8             | 8.2             | 6.1             | 6.5             | Manuela Schwesig           | 35.2 | 11.9             | 12.1             | 12.8             | 11.8             | 7.3              | 8.9              |                  |
| 9                          | Schwerin II                                               | 38.6            | 17.5            | 12.1            | 13.4            | 6.5             | 6.6             | 5.3             | Mandy Pfeifer              | 44.3 | 15.7             | 10.4             | 11.3             | 5.3              | 5.6              | 7.4              |                  |
| 10                         | Wismar                                                    | 43.4            | 12.8            | 12.4            | 9.8             | 8.4             | 7.3             | 5.9             | Tilo Gundlack              | 45.1 | 12.4             | 10.4             | 10.5             | 8.2              | 5.9              | 7.5              |                  |
| 11                         | Landkreis Rostock I                                       | 38.5            | 16.6            | 16.6            | 9.8             | 5.7             | 6.6             | 6.2             | Stefanie Drese             | 41.4 | 15.4             | 13.0             | 9.1              | 6.0              | 6.4              | 8.7              |                  |
| 12                         | Landkreis Rostock II                                      | 34.2            | 16.2            | 16.7            | 11.4            | 7.1             | 8.4             | 6.0             | Dirk Stamer                | 40.2 | 15.0             | 13.8             | 9.6              | 6.2              | 7.2              | 8.0              |                  |
| 13                         | Mecklenburgische Seenplatte I - Vorpommern - Greifswald I | 25.6            | 27.4            | 26.5            | 10.0            | 3.2             | 4.8             | 2.5             | Enrico Schult              | 33.7 | 24.0             | 21.1             | 8.0              | 2.6              | 4.2              | 6.4              |                  |
| 14                         | Mecklenburgische Seenplatte II                            | 34.3            | 22.6            | 21.4            | 9.4             | 2.1             | 6.1             | 4.1             | Thomas Krüger              | 40.0 | 21.0             | 15.9             | 8.5              | 2.4              | 5.0              | 7.2              |                  |
| 15                         | Landkreis Rostock III                                     | 33.0            | 22.3            | 20.1            | 10.1            | 4.6             | 6.0             | 3.9             | Nils Saemann               | 40.5 | 19.7             | 14.5             | 8.4              | 3.5              | 5.5              | 7.9              |                  |
| 16                         | Landkreis Rostock IV                                      | 39.4            | 19.4            | 16.8            | 8.8             | 4.4             | 7.0             | 4.2             | Philipp da Cunha           | 44.2 | 17.6             | 11.8             | 8.2              | 4.6              | 5.5              | 8.1              |                  |
| 17                         | Ludwigslust-Parchim I                                     | 51.5            | 14.8            | 11.6            | 8.7             | 4.1             | 5.2             | 4.1             | Till Backhaus              | 48.1 | 14.3             | 11.9             | 7.8              | 4.5              | 5.4              | 8.0              |                  |
| 18                         | Ludwigslust-Parchim II                                    | 38.7            | 16.5            | 19.0            | 10.5            | 3.9             | 7.7             | 3.7             | Elisabeth Aßmann           | 43.5 | 15.2             | 14.8             | 9.1              | 3.6              | 6.3              | 7.5              |                  |
| 19                         | Ludwigslust-Parchim III                                   | 33.3            | 18.8            | 15.4            | 13.4            | 3.3             | 6.6             | 9.2             | Christian Winter           | 41.2 | 17.9             | 13.2             | 9.5              | 3.7              | 5.7              | 8.8              |                  |
| 20                         | Mecklenburgische Seenplatte III                           | 35.5            | 18.9            | 20.1            | 11.5            | 4.4             | 5.8             | 3.8             | Nadine Julitz              | 41.4 | 18.5             | 13.5             | 9.3              | 4.6              | 5.5              | 7.2              |                  |
| 21                         | Mecklenburgische Seenplatte IV                            | 37.5            | 18.4            | 14.8            | 12.0            | 6.5             | 5.7             | 5.1             | Andreas Butzki             | 41.4 | 17.5             | 12.4             | 10.1             | 5.6              | 5.1              | 7.9              |                  |
| 22                         | Mecklenburgische Seenplatte V                             | 29.4            | 24.0            | 18.4            | 12.1            | 3.1             | 5.5             | 7.5             | Dagmar Kaselitz            | 37.5 | 22.4             | 14.5             | 9.0              | 3.2              | 5.1              | 8.3              |                  |
| 23                         | Vorpommern-Rügen I                                        | 30.4            | 17.8            | 24.3            | 11.2            | 5.4             | 5.2             | 5.7             | Michel-Friedrich Schiefler | 40.4 | 17.1             | 16.2             | 9.2              | 4.6              | 5.2              | 7.3              |                  |
| 24                         | Vorpommern-Rügen II – Stralsund III                       | 22.7            | 22.7            | 33.1            | 9.5             | 4.1             | 5.5             | 2.4             | Harry Glawe                | 33.7 | 21.7             | 20.4             | 8.1              | 3.8              | 5.1              | 7.2              |                  |
| 25                         | Vorpommern-Rügen III – Stralsund I                        | 31.4            | 22.3            | 17.5            | 10.4            | 4.9             | 6.0             | 7.5             | Thomas Würdisch            | 38.0 | 20.7             | 14.2             | 8.9              | 4.3              | 5.4              | 8.5              |                  |
| 26                         | Stralsund II                                              | 25.5            | 16.2            | 16.9            | 11.3            | 11.0            | 9.0             | 10.1            | Beatrix Hegenkötter        | 33.6 | 15.8             | 13.6             | 9.0              | 10.0             | 7.0              | 11.0             |                  |
| 27                         | Nordwestmecklenburg I                                     | 38.3            | 15.2            | 17.0            | 15.2            | 6.1             | 5.1             | 3.1             | Birgit Hesse               | 42.6 | 13.9             | 13.4             | 10.1             | 7.3              | 5.6              | 7.1              |                  |
| 28                         | Nordwestmecklenburg II                                    | 34.7            | 18.3            | 16.5            | 11.3            | 6.1             | 6.2             | 6.9             | Martina Tegtmeier          | 41.6 | 16.9             | 13.2             | 9.7              | 5.4              | 5.7              | 7.5              |                  |
| 29                         | Vorpommern-Greifswald II                                  | 28.2            | 23.6            | 20.1            | 8.6             | 4.1             | 9.4             | 6.0             | Marcel Falk                | 35.6 | 21.3             | 16.8             | 7.3              | 4.0              | 6.2              | 8.8              |                  |
| 30                         | Vorpommern-Greifswald II                                  | 27.9            | 25.5            | 23.1            | 7.9             | 3.9             | 5.7             | 6.0             | Falko Beitz                | 34.7 | 23.7             | 15.5             | 7.4              | 3.8              | 5.5              | 9.4              |                  |
| 31                         | Ludwigslust-Parchim IV                                    | 35.1            | 19.6            | 19.3            | 10.7            | 3.3             | 5.0             | 7.0             | Christian Brade            | 40.8 | 18.5             | 14.2             | 9.5              | 3.4              | 5.1              | 8.5              |                  |
| 32                         | Ludwigslust-Parchim V                                     | 34.6            | 17.4            | 15.2            | 11.8            | 5.9             | 6.2             | 8.9             | Christine Klingohr         | 40.9 | 16.5             | 13.6             | 10.4             | 4.7              | 6.0              | 7.9              |                  |
| 33                         | Vorpommern-Rügen IV                                       | 27.4            | 20.8            | 25.0            | 11.3            | 4.8             | 5.2             | 5.5             | Heiko Miraß                | 37.1 | 19.7             | 14.8             | 10.3             | 4.6              | 5.2              | 8.3              |                  |
| 34                         | Vorpommern-Rügen V                                        | 31.0            | 19.7            | 21.7            | 10.8            | 5.9             | 5.9             | 5.0             | Sylva Rahm-Präger          | 38.2 | 17.8             | 14.8             | 10.1             | 5.0              | 6.1              | 8.0              |                  |
| 35                         | Vorpommern-Greifswald IV                                  | 36.8            | 28.0            | 15.2            | 8.1             | 2.3             | 4.8             | 4.8             | Patrick Dahlemann          | 39.0 | 23.7             | 13.3             | 7.6              | 2.1              | 4.4              | 9.9              |                  |
| 36                         | Vorpommern-Greifswald V                                   | 30.6            | 26.8            | 23.5            | 9.2             | 2.6             | 4.6             | 2.7             | Bettina Martin             | 38.3 | 23.3             | 16.6             | 7.5              | 2.2              | 4.0              | 8.1              |                  |
| Total                      | Total                                                     | 34.4            | 18.0            | 17.3            | 11.7            | 6.5             | 6.3             | 5.8             | 100                        | 39.6 | 16.7             | 13.3             | 9.9              | 6.3              | 5.8              | 8.4              |                  |
| Total                      | Total                                                     |                 |                 |                 |                 |                 |                 |                 | 100                        |      |                  |                  |                  |                  |                  |                  |                  |

## Post-elección
El 1 de octubre de 2021 después de las elecciones, la candidata del SPD Manuela Schwesig anunció que quería hablar con la CDU y luego con Die Linke sobre posibles negociaciones de coalición. El 13 de octubre de 2021 Schwesig se manifestó a favor de una posible coalición con Die Linke.
El 5 de noviembre de 2021, el SPD y Die Linke acordaron un gobierno de coalición y planearon formar un gabinete, que sería aprobado por cada partido en sus respectivos congresos en noviembre.
El acuerdo se firmó el 13 de noviembre. Schwesig fue reelegida como Ministra-Presidenta el 15 de noviembre con 41 votos a favor, 35 en contra y tres abstenciones. En el nuevo gabinete, el SPD tiene seis ministros y La Izquierda dos: Simone Oldenburg como ministra de Educación y Jaqueline Bernhardt como ministra de Justicia.
| Candidato        | Fecha de votación                                           | Voto | N.° de votos | Coalición de gobierno | Coalición de gobierno | Coalición de gobierno |
| ---------------- | ----------------------------------------------------------- | ---- | ------------ | --------------------- | --------------------- | --------------------- |
| Manuela Schwesig | 15 de noviembre de 2021 Mayoría requerida: absoluta (40/79) | Sí   | 41/79        |                       |                       | SPD/Linke             |
| Manuela Schwesig | 15 de noviembre de 2021 Mayoría requerida: absoluta (40/79) | No   | 35/79        |                       |                       | SPD/Linke             |
| Manuela Schwesig | 15 de noviembre de 2021 Mayoría requerida: absoluta (40/79) | Abs. | 3/79         |                       |                       | SPD/Linke             |
| Manuela Schwesig |                                                             |      |              |                       |                       | SPD/Linke             |